# KLA Corporation
KLA Corporation és una empresa nord-americana d'equips d'instrumentació electrònica amb seu a Milpitas, Califòrnia. Subministra sistemes de control de processos i gestió del rendiment per a la indústria de semiconductors i altres indústries nanoelectròniques relacionades. Els productes i serveis de la companyia estan destinats a totes les fases de la producció d'hòsties, reticles, circuits integrats (IC) i envasos, des de la investigació i desenvolupament fins a la fabricació en volum final.
KLA-Tencor es va formar l'any 1997 a través de la fusió de KLA Instruments i Tencor Instruments, dues empreses de la indústria d'equips de semiconductors i sistemes de gestió de rendiment. La fusió pretenia crear una font única d'equips de diagnòstic i procés de xip. KLA Instruments va ser fundada l'any 1975 per Ken Levy i Bob Anderson, i es va centrar en la detecció de fotomàscara per identificar defectes de xip. Més tard, KLA va ampliar la seva línia de productes per incloure inspecció d'hòsties, metrologia d'oblies i programari integrat d'inspecció i anàlisi. Tencor va ser fundada l'any 1976 pel científic txec i immigrant nord-americà Karel Urbanek, juntament amb el col·lega John Schwabacher. L'empresa es va centrar inicialment a fer mesures precises del gruix de la capa de pel·lícula de semiconductors i, el 1984, va desenvolupar la tecnologia d'escaneig làser per detectar partícules i altres contaminacions. L'empresa també va desenvolupar equips d'anàlisi de dades i revisió de defectes. En el moment de la fusió, els ingressos combinats de les empreses eren superiors als 1.000 milions de dòlars.
El febrer de 1998, KLA-Tencor va adquirir Nanopro GmbH, amb seu a Freiburg, Alemanya, una empresa que utilitzava tecnologia interferomètrica avançada per mesurar la forma i el gruix de les hòsties. A l'abril, la companyia va adquirir Amray, Inc., un proveïdor de sistemes de microscopi electrònic d'escaneig (SEM) amb seu a Bedford, Massachusetts per a aplicacions que inclouen la fabricació de semiconductors. Al juny, la companyia va adquirir VARS, amb seu a San Jose, CA, un desenvolupador de sistemes d'arxiu i recuperació d'imatges. Al novembre, KLA-Tencor va adquirir la línia Quantox de productes de monitorització d'òxids de l'empresa de mesura i instruments amb seu a Solon, Ohio, Keithley Instruments. Al desembre, la companyia va adquirir la filial Ultrapointe de Uniphase Corporation.
KLA desenvolupa una sèrie d'eines d'inspecció avançades, sistemes de metrologia i programari d'anàlisi computacional utilitzats per millorar els rendiments de fabricació d'una varietat de semiconductors estàndard i especialitzats; plaques de circuits impresos (PCB); i pantalles de pantalla plana.
Els seus productes s'agrupen en tres segments:
- Control de processos de semiconductors: una gamma de productes d'inspecció, metrologia i anàlisi de dades, i serveis relacionats, dissenyats per augmentar els rendiments de fabricació durant el procés de fabricació de semiconductors.
- Procés de semiconductors especialitzats: eines avançades de deposició al buit i de procés de gravat, que s'utilitzen per fabricar semiconductors especials com MEMS, semiconductors de comunicació de radiofreqüència (RF) i semiconductors de potència per a aplicacions d'automoció i industrials.
- Inspecció de PCB, pantalles i components: equips d'inspecció, prova i mesura per a fabricants de PCB, pantalles de pantalla plana (FPD) i circuits integrats (CI). L'equip s'utilitza per verificar la qualitat, produir patrons de circuits electrònics coherents en el substrat rellevant i realitzar la conformació tridimensional de circuits metal·litzats.